# San Martín de las Escobas
San Martín de las Escobas é uma comuna da província de Santa Fé, na Argentina.